# Кавенчин (Замойський повіт)
Кавенчин (пол. Kawęczyn) — село в Польщі, у гміні Щебрешин Замойського повіту Люблінського воєводства.
Населення — 427 осіб (2011).
У 1975-1998 роках село належало до Замойського воєводства.

## Демографія
Демографічна структура станом на 31 березня 2011 року:
|          | Загалом | Допрацездатний вік | Працездатний вік | Постпрацездатний вік |
| -------- | ------- | ------------------ | ---------------- | -------------------- |
| Чоловіки | 201     | 36                 | 136              | 29                   |
| Жінки    | 226     | 39                 | 106              | 81                   |
| Разом    | 427     | 75                 | 242              | 110                  |